# The Great Rock 'n' Roll Swindle
Pour le film, voir La Grande Escroquerie du Rock'n'roll.
Albums de Sex Pistols
Never Mind the Bollocks, Here's the Sex Pistols
(1977) Flogging a Dead Horse
(1980)
The Great Rock 'n' Roll Swindle (« La Grande Escroquerie du Rock 'n' Roll ») est un double album sorti en 1979 et la bande originale du film du même nom réalisé par Julien Temple. Bien que paru sous le nom du groupe de punk britannique Sex Pistols, on y trouve de nombreux autres artistes. Le disque étant sorti plus d'un  an avant le film, il est souvent considéré, à tort, comme le second album du groupe.

## Production
Au moment où la bande originale est en cours de préparation, Johnny Rotten (Lydon) a déjà quitté le groupe et refuse de participer au projet. Les morceaux attribuées aux Sex Pistols sont créés en reprenant la voix de Lydon provenant d'enregistrements antérieurs et en réenregistrant les pistes instrumentales (réalisées par le batteur Paul Cook et le guitariste Steve Jones).
Le double album contient, en outre, un nombre important de titres qui omettent entièrement Lydon, la plupart étant écrits et enregistrés après qu'il a quitté le groupe. Il s'agit notamment de reprises chantées par le bassiste Sid Vicious, de nouvelles chansons originales chantées par Cook et Jones, Ronnie Biggs, Edward Tudor-Pole et même le producteur Malcolm McLaren. On y trouve aussi une version d'Anarchy in the UK interprétée par des musiciens de rue français et un medley de plusieurs chansons de Sex Pistols reprises par un groupe de disco, et un enregistrement live du dernier concert des Pistols à  San Francisco.
Avec Rotten, les personnes qui chantent dans The Great Rock 'n' Roll Swindle sont :
- Paul Cook - chant principal sur Silly Thing, chœurs sur The Great Rock 'n' Roll Swindle ;
- Steve Jones - chant principal sur Lonely Boy, chœurs sur The Great Rock 'n' Roll Swindle, chant sur Friggin 'in the Riggin et sur le single de Silly Thing ; parole sur EMI ;
- Ronnie Biggs - chant principal sur No One Is Innocent, Belsen Vos a Gassa ;
- Malcolm McLaren - chant principal sur You Need Hands, parole sur God Save the Queen en ouverture ;
- Edward Tudor-Pole - chant principal sur Rock Around the Clock, Who Killed Bambi et The Great Rock 'n' Roll Swindle ;
- Sid Vicious - chant principal sur My Way, C'mon Everybody et Something Else.

Malgré l'assemblage hétéroclite qui constitue cet album, celui-ci se classe en 7e position du UK Albums Chart, et quatre des singles qui en sont extrait entrent dans le Top 10 du UK Singles Chart.
Un album simple est publié en mai 1980 pour correspondre à la sortie du film. Celui-ci comporte une pochette différente 
et exclut toutes les pistes chantées par Johnny Rotten.

## Liste des titres

### Version vinyle
Disque 1 

Face A
1. God Save the Queen (Cook/Jones/Matlock/Rotten) - version orchestrale
2. Johnny B. Goode (Berry)
3. Roadrunner (Richman)
4. Black Arabs (AKA Disco Medley) : Anarchy in the UK/God Save the Queen/Pretty Vacant/No One is Innocent (Cook/Jones/Matlock/Rotten/Biggs)
5. Anarchy in the U.K. (Cook/Jones/Matlock/Rotten) - Mike Thorne remix

Face B
1. Substitute (Townshend)
2. Don't Give Me No Lip, Child (Thomas/Richards)
3. (I'm Not Your) Stepping Stone (Boyce/Hart)
4. L'Anarchie pour le UK (Cook/Jones/Matlock/Rotten)
5. Belsen Was a Gas (Cook/Jones/Vicious/Rotten)
6. Belsen Vos A Gassa (Cook/Jones/Vicious/Rotten)

Disque 2 

Face A
1. Silly Thing (Cook/Jones)
2. My Way (Anka/Francois/Revaux)
3. I Wanna Be Me (Matlock/Cook/Jones/Rotten)
4. Something Else (Cochran/Sheeley)
5. Rock Around the Clock (Myers/Freedman)
6. Lonely Boy (Cook/Jones)
7. No One Is Innocent (Cook/Jones/Biggs)

Face B
1. C'mon Everybody (Cochran/Capehart)
2. EMI (Cook/Jones/Matlock/Rotten) - version orchestrale
3. The Great Rock 'n' Roll Swindle (Cook/Jones/Temple)
4. Friggin « in the Riggin » (Traditional ; arranged by Jones)
5. You Need Hands (Bygraves)
6. Who Killed Bambi (Tudor/Westwood)

### Rééditions en CD
La réédition en CD parue en 1992 ne comprend pas I Wanna Be Me, remplacée par une reprise de Whatcha Gonna Do About It des Small Faces (Samwell/Potter). Une autre réédition publiée en 2012 par Universal réunit les deux chansons.

## Classements
| Classement (1979)             | Meilleure Position |
| ----------------------------- | ------------------ |
| Australie (Kent Music Report) | 44                 |
| Nouvelle-Zélande              | 26                 |
| Royaume-Uni (UK Albums Chart) | 7                  |

## Singles
Pas moins de 6 singles sont extraits de l'album.
- 30 juin 1978 : No One Is Innocent / My Way - no 7 UK
- 23 février 1979 : Something Else / Friggin' in the Riggin' - no 3 UK
- 30 mars 1979 : Silly Thing / Who Killed Bambi - no 6 UK
- 22 juin 1979 : C'mon Everybody / God Save the Queen (symphony) / Watcha Gonna Do About It - no 3 UK
- 5 octobre 1979 : The Great Rock 'n' Roll Swindle / Rock Around the Clock - no 21 UK
- 6 juin 1980 : (I'm Not Your) Stepping Stone / Pistols Propaganda